# NGC 3863
NGC 3863 este o galaxie spirală situată în constelația Fecioara. A fost descoperită în 25 martie 1865 de către Albert Marth. Se află la o distanță de 63,39 de megaparseci de Pământ.